# Municipio de Lexington (condado de Clark)
El municipio de Lexington (en inglés: Lexington Township) es un municipio ubicado en el condado de Clark en el estado estadounidense de Kansas. En el año 2010 tenía una población de 78 habitantes y una densidad poblacional de 0,34 personas por km².

## Geografía
El municipio de Lexington se encuentra ubicado en las coordenadas 37°19′7″N 99°38′3″O / 37.31861, -99.63417. Según la Oficina del Censo de los Estados Unidos, el municipio tiene una superficie total de 232.43 km², de la cual 231,94 km² corresponden a tierra firme y (0,21 %) 0,49 km² es agua.

## Demografía
Según el censo de 2010, había 78 personas residiendo en el municipio de Lexington. La densidad de población era de 0,34 hab./km². De los 78 habitantes, el municipio de Lexington estaba compuesto por el 67,95 % blancos, el 21,79 % eran de otras razas y el 10,26 % eran de una mezcla de razas. Del total de la población el 28,21 % eran hispanos o latinos de cualquier raza.